# Centro Universitário - Católica de Santa Catarina
O Centro Universitário - Católica de Santa Catarina (Católica SC) é uma instituição de ensino superior privada sem fins lucrativos do estado de Santa Catarina.